# As de Québec
Pour l'équipe de la Ligue de hockey semi-professionnelle du Québec, voir As de Québec (LHSPQ).
Les As de Québec (en anglais : Quebec Aces) sont une franchise professionnelle de hockey sur glace qui a existé de 1928 à 1971. Elle était domiciliée au Colisée de Québec, situé dans la ville de Québec au Canada.

## Histoire
Les As de Québec ont été fondés en 1928 par la compagnie papetière Anglo-Canadian Pulp & Paper Mills Ltd. Leur nom anglais, Aces, signifie Anglo-Canadian Employees. De 1928 à 1971, les As ont évolué successivement dans les ligues suivantes :
- 1928-1936 : Ligue de la Cité de Québec
- 1936-1944 : Ligue Senior de Montréal
- 1944-1953 : Ligue senior du Québec
- 1953-1959 : Ligue de hockey du Québec
- 1959-1971 : Ligue américaine de hockey

Les As furent champions de la Coupe Allan en 1944, tout en évoluant toujours en tant qu'équipe amateur.

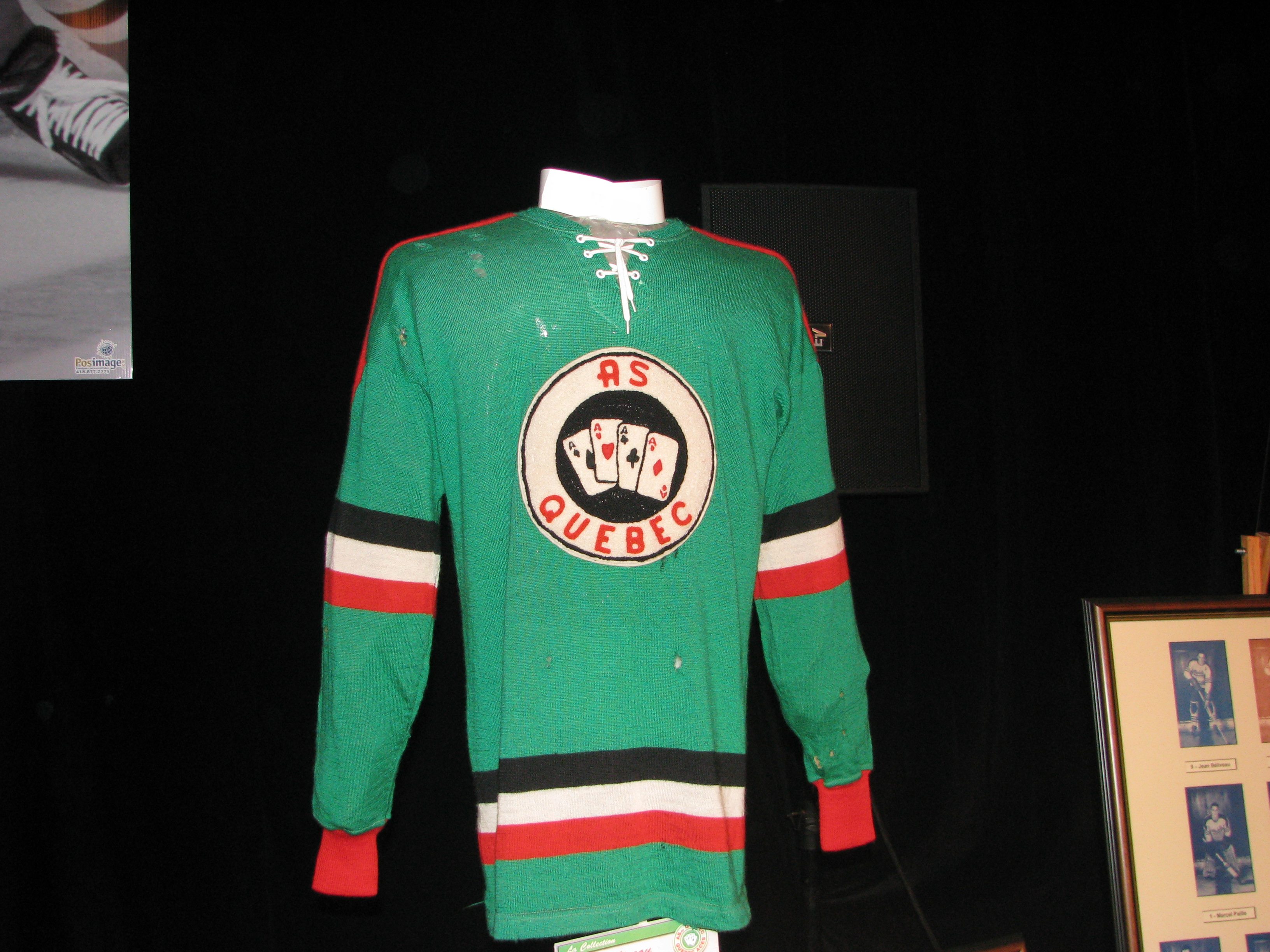
Ancien chandail des As de Québec, exposé lors des championnats du monde 2008 de l'IIHF

Willie O'Ree qui fut le premier joueur noir de la Ligue nationale de hockey joua trois saisons avec les As de Québec.
En 1967, les Flyers de Philadelphie de la Ligue nationale de hockey font l'acquisition des As, qui deviennent leur club école. André Lacroix et Simon Nolet sont les deux joueurs principaux des As à cette époque.  En 1971, l'équipe est déménagée par ses propriétaires à Richmond (Virginie) pour devenir les Robins de Richmond. Leur dernière partie eut lieu le 6 avril 1971 à Springfield, Massachussetts, dans un match suicide, pour connaître l'équipe qui affrontera les Voyageurs de Montréal pour la première ronde des séries. Québec perdra cette partie 4-3 en prolongation sur un but de Butch Goring.

### Entraineurs
Voici la liste des entraineurs des As de Québec dans son histoire.
- 1936-1940 : Fred Magurn
- 1940-1942 : Don Penniston
- 1942-1944 : Billy Reay
- 1944-1945 : Don Penniston - deuxième séjour
- 1945-1947 : Lex Cook
- 1947-1953 : Punch Imlach
- 1953-1954 : Gerry Brown
- 1954-1955 : Jack Toupin
- 1955-1956 : Punch Imlach - deuxième séjour
- 1956-1957 : Conrad Parent
- 1957-1959 : Joe Crozier
- 1958-1959 : Phil Renaud
- 1959-1961 : Jack Toupin - deuxième séjour
- 1960-1961 : Flemming Mackell
- 1961-1964 : Floyd Curry
- 1964-1966 : Bernard Geoffrion
- 1966-1967 : Phil Watson
- 1967-1969 : Vic Stasiuk
- 1969-1970 : Turk Broda
- 1970-1971 : Eddie Bush

Remplacements temporaires
- 1950-1951 : Pete Martin remplace l'entraineur pour une partie.
- 1955-1956 : Gaye Stewart remplace l'entraineur malade pour un mois.
- 1960-1961 : Jim Morrison Remplace Jack Toupin pour une partie.

### Directeurs-généraux
- 1970-1971 : Keith Allen[3]

## Domicile
De leur création jusqu'en 1942, les As ont évolué à l'Aréna du parc Victoria. Lorsque celui-ci est détruit par le feu le 30 juin 1942, les autorités de la ville installent une patinoire dans le Palais de l'agriculture situé sur les terrains de l'Exposition provinciale, et les As y jouent dès le 15 novembre de la même année. Lorsque cet édifice est aussi incendié en 1949, la construction d'un édifice beaucoup plus vaste, le Colisée de Québec, est entreprise rapidement, et les As y disputent un premier match le 8 décembre 1949. Ils resteront au Colisée jusqu'à leur départ en 1971.
Les As accueillent les Flyers de Philadelphie à leur domicile du Colisée pour la portion de 5 parties entre le 10 et le 30 mars 1968. Les Flyers joue cinq parties à domicile à Québec à cause d'une tempête de vents qui arrachera une partie du toit du Spectrum  à Philadelphie. À cause des réparations, ils ne peuvent jouer dans leur aréna.

## Honneurs
Trois bannières commémoratives des trophées remportés par les As étaient présentes au Colisée Pepsi et ont été déplacées au Centre Vidéotron : 
- As de Québec - Trophée Edinburgh (hockey semi-professionnel) 1956-1957
- As de Québec - Coupe Alexander (hockey senior canadien) 1951-1952
- As de Québec - Coupe Allan (hockey senior canadien) 1943-1944[7]

Une bannière commémorative pour le retrait du numéro 9 porté par Jean Béliveau est aussi présente dans cet aréna.